# 조선민주주의인민공화국 형법
조선민주주의인민공화국 형법(朝鮮民主主義人民共和國刑法)은 조선민주주의인민공화국에서 적용되고 있는 형법을 말한다.
한반도 북부의 소비에트 민정청 통치기인 1945년부터 별도의 개별적 법을 제정해 의용되어 시행되어온 일본 형법(1912년 일제의 조선형사령을 통해 적용된 일본 형법)의 시행을 정지 후, 개별적 법을 형법처럼 시행하였으며, 1950년 3월 3일 제정되었다.

## 형의 종류
형의 종류에는 사형, 로동교화, 로동단련, 선거권박탈, 재산몰수, 자격박탈, 자격정지가 규정되어 있다.(형법 제27조)
로동교화는 무기형과 유기형으로 나뉘며, 유기형은 1년 이상 15년 이하로 규정하고 있다.(형법 제30조)

## 같이 보기
- 조선민주주의인민공화국 형법부칙 - 조선민주주의인민공화국의 특별형법으로 분류된다.